# Брячислав Василькович (князь полоцкий)
Брячислав Василькович (ум. после 1241) — князь Витебский ок. 1221 — ок. 1232, князь Полоцкий 1232 — после 1241.

## Биография
Известно о нём очень мало. Брячислав происходил, судя по всему, из витебской линии полоцких князей. Его отцом, вероятно, был Василько Брячиславич, князь Витебский, а матерью — дочь Давыда Ростиславича, князя Смоленского. С. В. Максимов называет его первым христианским князем в земле кривичей, упоминая о строительстве им в 1203 году в Полоцке трёх храмов: Софии Премудрости Божией, Бориса и Глеба и Параскевы Пятницы.
Около 1221 года Василько сменил отца в Витебском княжестве. А около 1232 года он стал князем в Полоцке.
В русских летописях он упоминается без отчества в 1239 году, когда на его дочери женился будущий великий князь Владимирский Александр Ярославич Невский.
Год смерти Брячислава неизвестен.

## Брак и дети
Имя жены его неизвестно. Сведения о детях довольно противоречивые, точно известно только об одной дочери, Александре. В качестве детей Брячислава называются:
- сын
- Александра (Параскева); муж: с 1239 Александр Ярославич Невский (13 мая 1221 — 14 ноября 1263), великий князь Владимирский
- (?) дочь; муж: Товтивил (1263/1264), князь Полоцкий 1243—1250, 1251—1252, 1252—1256, 1261—1263/1264
- (?) Изяслав (ум. ок. 1264), князь Витебский 1264
- (?) Василько (ум. 1297), князь Витебский после 1264—1297